# Achraf Heybatov
Achraf Heybatov (en azéri : Əşrəf Nəzir oğlu Heybətov ; né le 18 février 1951 à Bakou) est un peintre, Artiste du peuple d'Azerbaïdjan, membre de la Fédération internationale des artistes de l'UNESCO, président de la Société culturelle Bakou en Allemagne.

## Biographie
Achraf Heybatov est diplômé de l'Institut national des arts d'Azerbaïdjan en 1979 est membre à part entière de l'Académie des Arts de la fédération de Russie, artiste émérite de la république d'Azerbaïdjan.
Depuis 1991, il est membre de la Fédération des artistes de l'UNESCO, président de l'Association des travailleurs culturels azerbaïdjanais en Europe, "Ambassadeur international de la paix", membre honoraire de l'Union des artistes azerbaïdjanais, lauréat du prix de l'Association Internationale "Art des Peuples du Monde". En outre, il est membre de l'Union des artistes de la fédération de Russie et de la Société russe des études orientales, membre de l'Union des artistes allemands, de l'Académie des sciences et de la culture d'Europe occidentale.
Achraf Heybatov  vit actuellement à Coblence, en Allemagne.
Le 13 mars 2006, par décret du président de la république d'Azerbaïdjan, l’artiste reçoit la médaille de Taraggui ( Progrès) pour ses activités dans le domaine de la solidarité des Azerbaïdjanais du monde. Le 27 mai 2018, il reçoit le titre honorifique d'Artiste du peuple d'Azerbaïdjan . Le sujet principal de son travail est l'Azerbaïdjan et le peuple de ce pays. Originaire du centre-ville, Ashraf Heybatov représente ses rues étroites natales dans cette partie ancienne de Bakou dans plusieurs de ses œuvres. En 2023, l'artiste sort l'album Notre Choucha (raion).